# Hélie de Talleyrand-Périgord

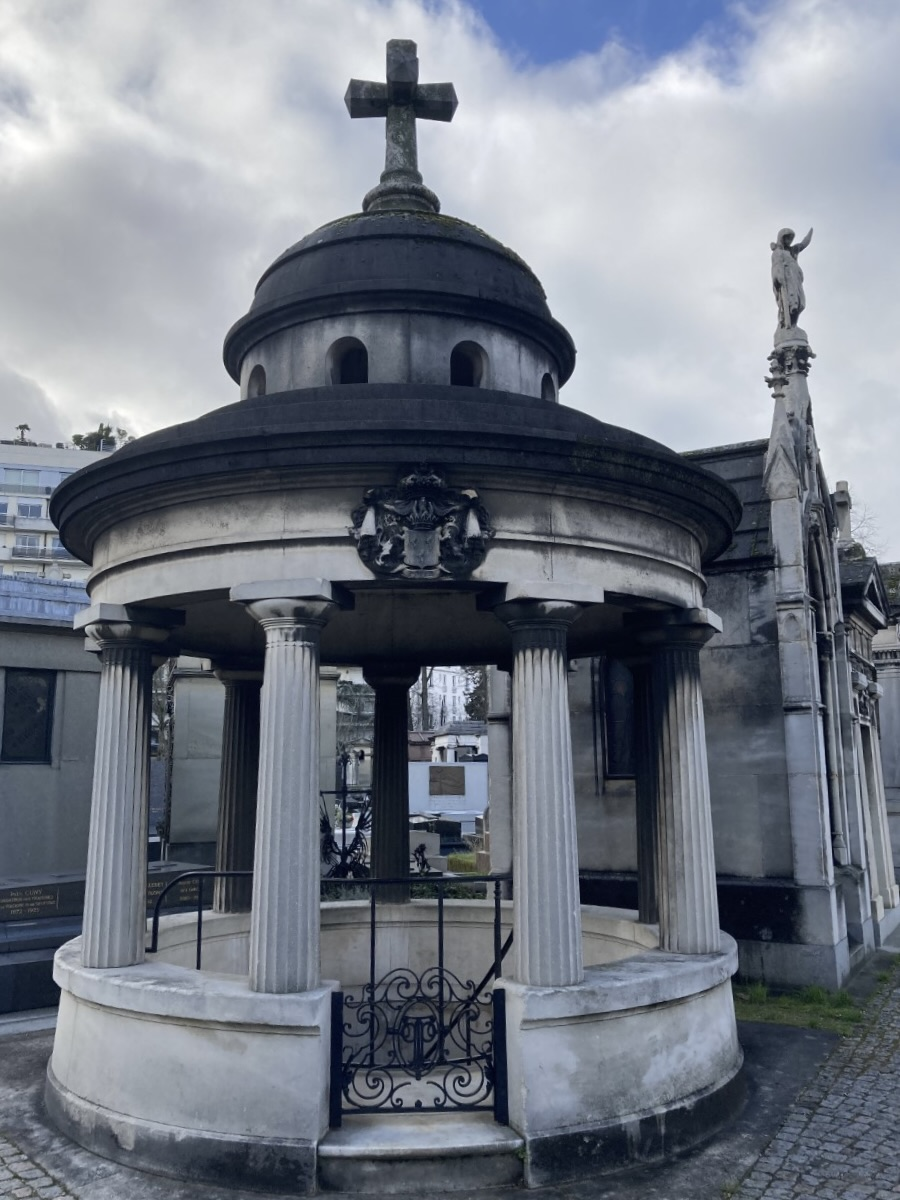
Krypta Talleyranda, w której jest pochowany wraz z żoną, synem, córką i Gastonem Palewskim.

Marie Pierre Louis Hélie de Talleyrand-Périgord (ur. 23 sierpnia 1859 w Mello, zm. 25 października 1937 w Paryżu), książę żagański (1906 – 1910), książę de Talleyrand-Périgord (1910 – 1937) i książę Dino – słynny francuski salonowiec.

## Życiorys

### Wczesne życie
Talleyrand urodził się 23 sierpnia 1859 roku jako syn Bosona de Talleyrand-Périgord, księcia żagańskiego oraz księcia de Talleyrand-Périgord (1832-1910) i Jeanne Seillière (1839-1905), dziedziczki barona de Seilliere, dostawcy zaopatrzenia wojskowego, który wzbogacił się podczas wojny francusko-pruskiej. Jego młodszym bratem był Paul Louis Marie Archambault Boson de Talleyrand Périgord (1867-1952), książę de Valençay oraz późniejszy książę de Talleyrand-Périgord.
Jego dziadkami ze strony ojca byli Ludwik Napoleon de Talleyrand-Périgord (1811-1898) książę żagański, książę de Talleyrand-Périgord oraz książę de Valençay i Anna Luiza Charlotta Alix de Montmorency (1810-1858). Jego pradziadkami ze strony ojca byli Edmond de Talleyrand-Périgord, książę Dino (1787-1872), a później książę de Talleyrand-Périgord, oraz Dorota de Talleyrand-Périgord, księżna żagańska (1793-1862).

### Książę
W 1906 r. otrzymał od ojca tytuł księcia Żagania. W 1910 roku, po śmierci jego ojca, otrzymał też po nim inny tytuł, stając się Jego Najjaśniejszą Wysokością, Księciem de Talleyrand-Périgord. 10 lipca 1912 r. został zatwierdzonym przez Huberta II, króla Włoch, księciem Dino. W 1910 r. oddał tytuł księcia żagańskiego swojemu synowi Howardowi Maurice de Talleyrand-Périgord. Po jego śmierci jego inne tytuły przeszły na jego młodszego brata, gdyż jego syn zmarł przed nim. 
Po I wojnie światowej wrogo odbierani przez Niemców Talleyrandowie zabiegali o sprzedaż księstwa żagańskiego. Zakupem posiadłości zainteresowany był książę wirtemberski Albrecht Eugen, który odwiedził Żagań w 1923 r. Ostatecznie do transakcji nie doszło. W 1929 r. jego syn, książę żagański Howard targnął się na życie, doprowadzony do rozpaczy negatywnym stanowiskiem rodziny w sprawie zawarcia przez niego związku małżeńskiego przed ukończeniem 21 roku życia. Zmarł w szpitalu przy Rue Puccini w Paryżu. Hélie i jego żona Anna stanowczo podkreślali że ich sprzeciw budziła jedynie decyzja syna o małżeństwie, nie zaś kandydatka na przyszłą żonę, o czym pisał amerykański Times w wydaniu z 3 czerwca 1929.

## Życie prywatne
W 1908 roku ożenił się z hrabiną Anną de Castellane (1875-1961). Anna była córką Jaya Goulda (1836-1892), amerykańskiego dewelopera kolei, którego określano mianem jednego z bezwzględnych baronów rabusiów epoki pozłacanej. Anna była siostrą George’a Jaya Goulda I, Edwina Goulda I, Helen Miller Gould, Howarda Goulda i Franka Jaya Goulda. Wcześniej wyszła za mąż (1895-1906) za kuzyna Hélie, hrabiego Boni de Castellane, późniejszego markiza de Castellane. Razem mieli dwoje dzieci:
- Howard Maurice de Talleyrand-Périgord, późniejszy książę żagański (1909-1929)[8].

- Helene Violette de Talleyrand (1915–2003), która wyszła za mąż za Jamesa Roberta de Pourtales 29 marca 1937 r. w Le Val-Saint-Germain. Rozwiedli się w 1969, a 20 marca 1969 poślubiła Gastona Palewskiego (1901-1984), ministra badań naukowych i zagadnień atomowych oraz kosmicznych w latach 1962–1966. Pobrali się w Paryżu.

Ich syn, Howard, odebrał sobie życie 28 maja 1929 roku w Paryżu.
Talleyrand zmarł 25 października 1937 r. na atak serca w Paryżu.

### Potomkowie
Był dziadkiem Hélie de Pourtalès, który jako swoją drugą żonę poślubił Marie Eugénie de Witt (ur. 1939), najstarszą córkę księżnej Marii Clotilde Bonaparte.